# Morris-Becken
Das Morris-Becken ist ein 15 km² großes Becken im ostantarktischen Viktorialand. In den Prince Albert Mountains liegt es im nördlichen Teil der Ricker Hills. Während der Südteil des Beckens eisfrei ist, wird der nördliche Abschnitt von einer Gletscherzunge eingenommen.
Der United States Geological Survey kartierte es anhand eigener Vermessungen und Luftaufnahmen der United States Navy aus den Jahren von 1956 bis 1962. Das Advisory Committee on Antarctic Names benannte es 1968 nach Robert W. Morris, Biologe auf der McMurdo-Station in zwei aufeinanderfolgenden antarktischen Sommerkampagnen zwischen 1965 und 1967.